# Fall City
Fall City az Amerikai Egyesült Államok északnyugati részén, Washington állam King megyéjében elhelyezkedő statisztikai település. A 2010. évi népszámlálási adatok alapján 1993 lakosa van.

## Történet
1856-ban, a Puget Sound-i háború idején a Patkanim törzsfőnök által vezetett indiánok segítségével két erődöt (Fort Patterson és Fort Tilton) emeltek, amelyek az őslakosok esetleges felkelése esetén óvóhelyként működtek volna. Mivel a telepesek és az őslakosok két éven át békében éltek, a létesítményeket a későbbiekben nem használták.
A Last Frontier Saloon mai pozíciója közelében 1869-ben kereskedőhelyet létesítettek, amely a helyi gazdaság központja lett. Fall Cityt ekkor „a kikötőként” becézték, mivel az áruszállításra használt kenuk a sekély vízen és a Snoqualmie-zuhatagon nem tudtak átkelni. A térség első fűrészüzeme az 1870-es években nyílt meg a Tokul folyó torkolatánál. Fall City postahivatala 1872. június 10-én kezdte meg működését.
Az áruszállításra 1875-től gőzhajókat használtak. Az 1880-as években három üzletember megalapította a Seattle, Lake Shore and Eastern Railwayt, melynek része volt a Cascade-hegységen áthaladó vasútvonal is. Jeremiah „Jerry” Borst felmérése szerint Fall City lakossága örült a vasútvonalnak, azonban csalódniuk kellett, mivel az 1889-ben a településtől másfél kilométerre épült meg.
A vasútvonal annak távolsága ellenére pozitívan hatott a gazdaságra és a turizmusra is. A következő két évtizedben több százan költöztek a régióba.
A Sunset Highway 1910-es évekbeli fejlesztésével Seattle egyszerűbben megközelíthetővé vált; az 1920-as évekre turisták mellett az ingázók aránya is megnőtt.
A nagy gazdasági világválság és az üzemanyaghiány, majd a U.S. Route 10 (a mai Interstate 90) nyomvonalkorrekciója miatt a turistaforgalom jelentősen csökkent. Később a térség fűrészüzemeinek bezárása további gazdasági csökkenést hozott.

## Éghajlat
A település éghajlata óceáni (a Köppen-skála szerint Cfb).

## Népesség
A település népességének változása:
| Lakosok száma | 1638 | 1993 | 2032 |
|               | 2000 | 2010 | 2020 |

## Közlekedés
A három kilométerre keletre fekvő Fall City-i repülőtér tulajdonosa a Fall City Airport Association.

## Fordítás
- Ez a szócikk részben vagy egészben  a   Fall City, Washington című angol Wikipédia-szócikk ezen változatának fordításán alapul.  Az eredeti cikk szerkesztőit annak laptörténete sorolja fel. Ez a jelzés csupán a megfogalmazás eredetét és a szerzői jogokat jelzi, nem szolgál a cikkben szereplő információk forrásmegjelöléseként.